# فرانک برتل
فرانک برتل (انگلیسی: Frank Brettell؛ 1862 – ۱۹۳۶ (۷۳−۷۴ سال)) بازیکن فوتبال اهل بریتانیا بود.
از باشگاه‌هایی که در آن بازی کرده‌است می‌توان به باشگاه فوتبال اورتون اشاره کرد.